# تغريد فهمي
تغريد فهمي (24 يونيو 1965 -)، ممثلة مصرية.

## حياتها
خريجة المعهد العالي للفنون المسرحية قسم تمثيل، بدأت مسيرتها في عام 2002 وكانت خلال مشاركتها في الأعمال السينمائية إضافة إلى أن شاركت في العديد من الأعمال الفنية خلال التلفزيون. وايضًا هي عضو مجلس إدارة في جمعية رعاية الأيتام وأولاد الشوارع.

## أعمالها
- سكن البنات :2020
- بيت السلايف (2018)
- زهره وازواجها الخمسة
- بيت الباشا
- الفاضى يعمل ايه
- ازهار
- سوق الزلط
- السماح
- مسك الليل
- عائلة الحاج متولى
- الرحايا حجر القلوب
- الباطنية
- حضرة المتهم ابى
- عيش ايامك
- زينات والثلاث بنات
- العطار والسبع بنات
- نسيم الروح
- فيلم رحلة العجائب
- سوق الخضار ..مسلسل أزهار ..مكتوب على الجبين ..جوز ماما الجزء التانى ..بيت الباشا ..نسيم الروح ..مسرحيه كارمن للمخرج عبد الرحمن الشافعي والفنانة اثار الحكيم ....مسرحيه مزرعه الارانب للاطفال ..مسرحيه سوسو أكاديمى للمخرج محمود أبو جليله وبطولة تغريد فهمى ومحمد الحلو ..مسرحيه المزكاتى إخراج حسن عبد السلام بطولة عبد المنعم مدبولى ووحيد سيف ..فيلم نور العيون إخراج حسين كمال .....مسلسل يوميات طبيب إخراج رباب حسين ..مسلسل يعود الماضي يعود بطولة حسين فهمى
- فوازير عم فؤاد في أجازه ....وعم فؤاد وفوازير مشاهير الشرق مع المطرب خالد على

وعملت بالمسرح القومى مسرحية سكه السلامه للمخرج عبد الغفار عوده والمسرح الكوميدى مسرحيه فلوس فلوس المخرج سيد راضى والمتجول والاستعراضي وتحت ١٨ ومسرح الغرفه ومسرح جلال الشرقاوى مسرحيه ولا العفاريت الزرق اخراج جلال توفيق وفوازير عمو فؤاد بيلف بلاد ..وعم فؤاد رايح يصطاد ..مسلسل حق مشروع للرباب حسين ....مسلسل أبن موت لسمير سيف ..حضره المتهم أبى ..مسلسل أخوه أعداء ..العميل 1001..بالشمع الأحمر للفنانه يسرا إخراج سمير سيف ..مسلسل شربات .....مسلسل حد السكين للمخرج محمد النقلى..زمسلسل زهره في حضن الجبل ..فيلم رسم على النهر للفنان أحمد هارون وتغريد فهمى ..مسلسل البحر والعطشانة تغريد فهمى ومحمود قابيل إخراج وائل فهمى عبد الحميد..فوازير مشاهير الشرق ..مسلسل بيت الشده ... البيت الكبير... مسلسل سكن بنات ... فيلم المحكمة… مسلسل جميله اخراج سامح عبدالعزيز… طلقتك نفسى اخراج محمد النقلى … مسلسل زيارة مفاجئة اخراج محمد حماقى…

## وصلات خارجية
- تغريد فهمي على موقع IMDb (الإنجليزية)
- تغريد فهمي على موقع الدهليز
- تغريد فهمي على موقع قاعدة بيانات الأفلام العربية